# 니콘 위안부 사진전 중지 사건
니콘 위안부 사진전 중지 사건은 2012년 5월 니콘이 운영하는 도쿄와 오사카 니콘 살롱에서 개최가 예정되어 있던 종군 위안부 사진전(겹겹 - 중국에 남겨진 조선인 위안부 할머니 사진전)이 니콘 측의 통보로 중단된 사건이다.
주최자인 안세홍이 사진 전시회 개최를 위해 도쿄 지방 법원에 가처분을 제기한 결과, 도쿄 지방 법원은 이를 인정하고 니콘 사진 전시장을 사용하는 것을 명령하여 도쿄에서 사진전은 열렸다. 하지만 오사카 니콘 살롱에서 사진전은 니콘에서 거부되었으므로 다른 갤러리에서 개최되었다. 니콘에 따르면 제반 사정에 의해 중지되었다는 것이고 밝혀지지 않았지만, 재일 특권을 용납하지 않는 시민 모임과 주권 회복을 도모하는 모임에서 항의 인터넷에서 니콘 제품 불매 운동의 원인이 보도 되었다. 신도 켄이치에 따르면 미쓰비시 계열의 니콘이 정치적 이유로 중단 한 것이라고 한다.
2012년 12월 25일 안세홍은 니콘에 1400만엔의 손해 배상을 요구하는 소송을 도쿄 지방 법원에 제기했다.
2015년 12월 25일 도쿄 지방 법원은 사진 작가 안세홍에 대해 승소 판결을 내렸다. 재판부는 “니콘의 대응에 정당한 이유는 없었고, 불법 행위에 해당한다”라며 원고에게 110만엔을 지급하라는 명령을 내렸다.